# Chysis
Chysis é um género botânico pertencente à família das orquídeas (Orchidaceae).

## Etimologia
O nome deste gênero (Chy.) procede da latinização da palavra grega: χυσις (khysis) que significa "derramamento", "derretimento", em referência a fusão que muitas vezes ocorre na polínia.

## Lista de espécies
- Chysis addita Dressler 2000
- Chysis aurea Lindl. 1837
- Chysis bractescens Lindl. 1840
- Chysis bruennowiana Rchb.f. & Warsz. 1857
- Chysis laevis Lindl. 1840
- Chysis limminghei Linden & Rchb.f. 1858
- Chysis orichalcea Dressler 2000
- Chysis pluricostata Dressler 2006
- Chysis tricostata Schltr. 1922
- Chysis violacea Dressler 2003